# Могошешти (Јаши)
Могошешти (рум. Mogoşeşti) насеље је у Румунији у округу Јаши у општини Могошешти. Oпштина се налази на надморској висини од 89 m.

## Становништво
Према подацима из 2002. године у насељу је живело 4917 становника, од којих су сви румунске националности.

### Хронологија
| Година       | 1992 | 1993 | 1994 | 1995 | 1996 | 1997 | 1998 | 1999 | 2000 | 2001 | 2002 | 2003 | 2004 | 2005 | 2006 | 2007 | 2008 | 2009 | 2010 | 2011 | 2012 | 2013 | 2014 | 2015 | 2016 | 2017 |
| ------------ | ---- | ---- | ---- | ---- | ---- | ---- | ---- | ---- | ---- | ---- | ---- | ---- | ---- | ---- | ---- | ---- | ---- | ---- | ---- | ---- | ---- | ---- | ---- | ---- | ---- | ---- |
| Становништво | 4934 | 4821 | 4768 | 4742 | 4845 | 4864 | 4869 | 4917 | 4958 | 4995 | 5012 | 5023 | 5061 | 5091 | 5171 | 5237 | 5262 | 5272 | 5329 | 5301 | 5317 | 5307 | 5313 | 5333 | 5343 | 5237 |